# Матус, Владимир Павлович
Владимир Павлович Матус (9 марта 1948, Слупск, ПНР) — советский российский юрист, шашечный композитор (первый гроссмейстер СССР). Неоднократный чемпион СССР и мира по шашечной композиции. Заслуженный юрист России.
Полковник юстиции в отставке. Шестикратный чемпион СССР (1972, 1976, 1980, 1984, 1988, 1991 гг.), троекратный серебряный призёр чемпионатов СССР (1972, 1976, 1988 гг.).
Чемпион Второго личного Чемпионата Мира (2008) по шашечным композициям («Этюды») в жанре «Миниатюры».

## Образование
В 1970 г. с золотой медалью окончил Бакинское высшее общевойсковое командное училище.
В 1977 г. — с отличием юридический факультет Военно-политической академии им. В. И. Ленина.

## Спортивный путь
Первая проблема появилась в печати в 1962 году в «Сельской газете» (Минск). С 1969 года участник соревнований по шашечной композиции, и уже в 1971 году выполнил норматив мастера спорта СССР. В 1990 наряду с Я.Фиргевером (Нидерланды) ему было присвоено звание «Международный гроссмейстер по шашечной композиции почетной степени» (впервые).
Шестикратный чемпион СССР (абсолютный рекорд). Чемпион России, Украины, Белоруссии, Азербайджана, города Москвы.
Победитель I Кубка мира по разделу проблем, как в личном, так и в командном зачете (вместе с гроссмейстерами С. Перепелкиным и А. Федоруком).

## Трудовой путь
Прошел путь от рядового следователя до старшего следователя по особо важным делам при Главном военном прокуроре, а затем и начальника отдела по расследованию особо важных уголовных дел.
После увольнения с военной службы и ответственной работы в прокуратуре (1997 год с должности начальника отдела по расследованию особо важных дел) с 2003 г. в адвокатуре, в Международной юридической компании (гражданское и международное финансовое право).

## Награды
Награждён многими орденами и медалями, в том числе — боевыми.

## Пресса
7 октября 1994 года во всесоюзной газете «Красная звезда» под рубрикой «Люди долга и чести» опубликована статья «Гроссмейстер юстиции». Вот начальные строки:
«В него стреляли. Ему угрожали. Пытались подкупить. Но он ни разу не поступился своим долгом, честью офицера»… «Есть ли какая-то внутренняя связь между увлечением шашечной композицией и работой следователя?», — задается вопросом корреспондент газеты. И вот что ответил полковник юстиции Матус: «. . . что главное в композиции? Изобретать новые идеи, искать оптимальные решения, уметь анализировать. Это же требуется и вследствие, особенно когда возникают тупиковые ситуации».

## Семья
Родился в семье военнослужащего. Мама — Галина Владимировна, отец — Павел Иванович.
Жена Инесса — инженер-конструктор, дочь Анна закончила философский факультет МГУ, сын Сергей — юрфак военного университета.
Братья — Виктор, Игорь, Петр — специалист в области математического моделирования научно-технических проблем и вычислительной математики, доктор физико-математических наук, профессор, автор более 250 научных работ и 3-х монографий, мастер спорта СССР по шашечной композиции.
Двоюродный брат — Николай Иржавский, мастер спорта СССР, неоднократный чемпион Белоруссии, победитель и призёр всесоюзных конкурсов.